# Ръка (хоро)
Ръ̀ка, наричано още ръчка, цяла ръка и полуръчка е добруджанско хоро в размер 2/4. Името на хорото произхожда от начина на залавяне на играещите – хващат се „за ръце“.
Хорото се играе смесено – от мъже и жени в затворен или отворен кръг, в умерено темпо, с характерна осминкова пулсация. От време на време мъжете се отделят във вътрешен кръг, като изпълняват по-сложни стъпки и характерното за добруджанските хора „причукване“. При захващането ръцете са спуснати надолу и се залюляват напред-назад, без каквото и да е напрежение, като напред се изнасят на височина на стомаха, а назад до естествена височина. Ръцете не се свиват в лактите, но при изпълнение на „Добруджанско набиване“ вляво или вдясно те се свиват в лактите и се прибират близо до тялото. Най-често използваните за съпровод на хорото са характерните добруджански музикални инструменти копанка, кавал, джура гайда, голям дудук, ръчна хармоника.